# Frank Righeimer
Frank Stahl Righeimer (Chicago, 28 febbraio 1909 – Palm Beach, 5 luglio 1998) è stato uno schermidore statunitense, vincitore di due medaglie di bronzo nella scherma ai giochi olimpici.